# スヌーピーキャップ

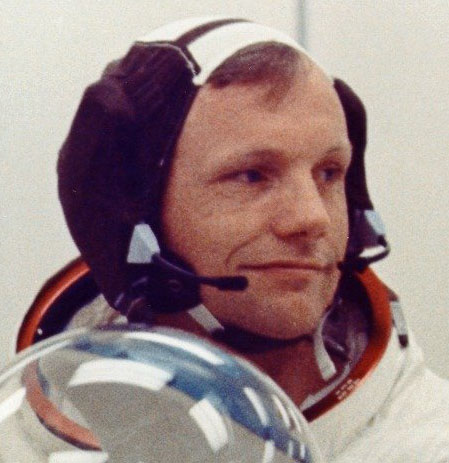
スヌーピーキャップを着用したニール・アームストロング

スヌーピーキャップ（Snoopy cap）ないし通信キャップは、通信のためのヘッドセットと組み合わせてアメリカの宇宙飛行士が頭部に着用する宇宙服の一部。このキャップのニックネームは、その白と黒の配色が似ている『ピーナッツ』のキャラクターに由来する。NASAでの名称は通信用キャリアアセンブリ（Communications Carrier Assembly）である。「スヌーピーキャップ」には、故障時に備えてそれぞれ独立な一対のイヤホンとマイクが備えられている。